# توم راب
توم راب (بالإنجليزية: Tom Rapp)‏ هو مغن مؤلف وكاتب أغاني أمريكي، ولد في 8 مارس 1947 في بوتينو في الولايات المتحدة، وتوفي في 11 فبراير 2018 في ملبورن في الولايات المتحدة.

## وصلات خارجية
- توم راب على موقع IMDb (الإنجليزية)
- توم راب على موقع ميوزك برينز (الإنجليزية)
- توم راب على موقع أول ميوزيك (الإنجليزية)
- توم راب على موقع ديسكوغز (الإنجليزية)